# Medvednik
Le mont Medvednik (en serbe cyrillique : Медведник) est une montagne de l'ouest de la Serbie. Il s'élève à une altitude de 1 247 m.
Le mont Medvednik fait partie du groupe de montagnes de Podrinje-Valjevo, dans une des franges orientales des Alpes dinariques. Il se trouve au sud-ouest de la ville de Valjevo et à proximité de la rive droite de la Drina.

## Tourisme

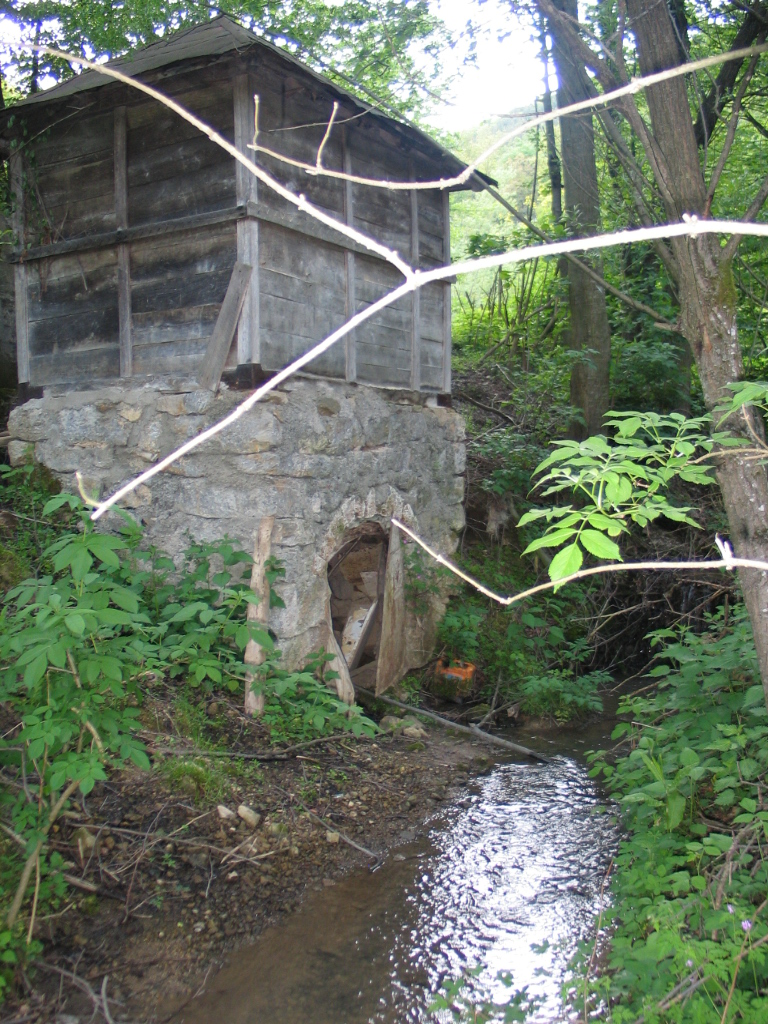
Le village de Sitarice

Le petit village touristique de Sitarice est situé sur les pentes du mont Medvednik.